# Sin miedo a la verdad: Despierta
La segunda temporada de la serie de televisión de antológia mexicana Sin miedo a la verdad, subtitulada como Despierta, está creada y producida por Rubén Galindo para Televisa. Se estrenó a través de Las Estrellas el 8 de julio de 2019 en sustitución de segunda temporada de Por amar sin ley, y finalizó el 9 de agosto del mismo año siendo reemplazado por La usurpadora. Las grabaciones comenzaron el 8 de marzo de 2019.

## Trama
Después de estar en coma durante tres meses y descubrir que su hermana Estéfani (Ana Cristina Rubio) es "El Chaka" y está viva, Manu se despierta y se da cuenta de que tiene una bala en la cabeza, trata de recuperarse cuando se entera de que Bere (Tania Niebla) lo dejó y su vlog "Sin miedo a la verdad" ha sido pirateado por alguien que cobra a cambio de ayudar a la gente. Manu tendrá que huir de un Horacio (Fermín Martínez) cada vez más poderoso, buscar a su hermana, encontrar la verdad detrás de la desaparición de Bere y descubrir el secreto que esconde Lety, quien continuará tratando de recuperar su amor. Doña Cata, como siempre, seguirá siendo su aliada incondicional, junto con Chicho (Víctor Civeira) y Genaro (Rubén Cerda).

## Reparto
- Álex Perea como Manuel Montero "Manu / Gus"[5][6]
- Dacia González como Catalina Gómez Juárez "Doña Cata"[5][6]
- Tania Niebla como Berenice Hidalgo "Bere"[5][6]
- Ligia Uriarte como Lety Murillo[5][6]
- Fermín Martínez como Horacio Escamilla[5][6]
- Paola Miguel como María José "Maríjosé" Hidalgo
- Ana Cristina Rubio como Estefani Montero "El Chaka"[5][6]
- Víctor Civeira como Francisco González "Chicho"[5]
- Rubén Cerda como Genaro Vargas
- Jackie Sauza como Agente Andrea Loera[6]
- Paco de la Fuente como Francisco "Paco" Zavala[6]

## Episodios
| N.º en serie | N.º en temp. | Título                      | Fecha de emisión original                                 | Audiencia (millones) |
| --- | ------------ | --------------------------- | --------------------------------------------------------- | -------------------- |
| 22 | 1            | «La revelación»             | 8 de julio de 2019                                        | 3.0                  |
| Manu despierta del coma tras los impactos de bala que recibió y pregunta por Bere; Horacio es culpado de atentar contra el delegado. - Estrellas invitadas especiales: Héctor Cruz Lara como Dr. Trejo, Benjamín Martínez como El alcalde, Javier Moyano como Salva, Jorge Navarro como Soto, Juan Alejandro Ávila como Meneses, Roberto Ibarra como Gutiérrez, Paola Villalobos como Elena |              |                             |                                                           |                      |
| 23 | 2            | «Falsos apóstoles»          | 9 de julio de 2019                                        | 2.7                  |
| Horacio pide ayuda a un extraño grupo para limpiar su nombre; Clara acepta la protección del pastor Benjamín para curarse del cáncer, pero éste tiene otros planes. - Estrellas invitadas especiales: Héctor Cruz Lara como Dr. Trejo, Javier Moyano como Salva, Ricardo Crespo como Benjamín, Ana Paola Hernández como Clara, Karolina Gutzce como Alicia, Jorge Navarro como Soto, Juan Alejandro Ávila como Meneses, Iván Bronstein como Oficial, Paola Villalobos como Elena |              |                             |                                                           |                      |
| 24 | 3            | «Envenenamiento por plomo»  | 10 de julio de 2019                                       | 2.9                  |
| Mientras la policía llega al hospital a detener a Manu, Martha se enferma gravemente por exponerse a sustancias químicas en la fábrica textil donde trabaja. - Estrellas invitadas especiales: Héctor Cruz Lara como Dr. Trejo, Paola Villalobos como Elena, Jorge Navarro como Soto, Juan Alejandro Ávila como Meneses, Iván Bronstein como Oficial, Regina Graniewicz como Renata |              |                             |                                                           |                      |
| 25 | 4            | «El hacker»                 | 11 de julio de 2019                                       | 2.9                  |
| La policía da con la persona que se robó la identidad de Gus y lo torturan para sacarle información; Manu tratará de rescatarlo. - Estrellas invitadas especiales: Benjamín Martínez como El alcalde, Iñaki Godoy como El chinos, Jorge Navarro como Soto, Juan Alejandro Ávila como Meneses, León Michel como Orlando Villegas, Paola Villalobos como Elena |              |                             |                                                           |                      |
| 26 | 5            | «Linchamiento equivocado»   | 12 de julio de 2019                                       | 3.0                  |
| Vicente es golpeado y torturado por el pueblo de Bernal por un crimen que no cometió; Horacio le prepara una sorpresa a su mujer y a su amante. - Estrellas invitadas especiales: Iñaki Godoy como El chinos, Jorge Navarro como Soto, Juan Alejandro Ávila como Meneses, Paola Villalobos como Elena, Javier Moyano como Salva, Jony Ortega como Vicente, Amelia Zapata como Eva, Viri Robles como Alessandra, Juanma Piano como Rafael, Leonardo Albarrán como Toro |              |                             |                                                           |                      |
| 27 | 6            | «La trampa»                 | 15 de julio de 2019                                       | 2.7                  |
| Loera y Escamilla usarán una "carnada" para atrapar a Estéfani; doña Cata está a punto de descubrir a Lety. - Estrellas invitadas especiales: Héctor Cruz Lara como Dr. Trejo, Roberto Ibarra como Gutiérrez, Juan Alejandro Ávila como Meneses, Jorge Navarro como Soto, Javier Moyano como Salva, Iñaki Godoy como El chinos, Paola Villalobos como Elena. |              |                             |                                                           |                      |
| 2829 | 78           | «La ejemplar familia Ramos» | 16 de julio de 201917 de julio de 2019                    | 2.7                  |
| Marcela es secuestrada y su novio Fabián descubre que su familia está implicada; Horacio le hará pagar al agente González su traición. Manu ayuda a Fabián a rescatar a Marcela de su malvada familia; Estéfani y Horacio se enfrentan a muerte. - Estrellas invitadas especiales: Jorge Navarro como Soto, Juan Alejandro Ávila como Meneses, Iñaki Godoy como El chinos, Héctor Alberto Muñoz como Fabián, Eva Daniela como Marcela, Juan Carlos García como Jairo, Astreed Hernández como Isabela, Daniel Marulanda como Camilo, Gabriel Ronquillo como Edgar. |              |                             |                                                           |                      |
| 30 | 9            | «Los diablitos»             | 18 de julio de 2019                                       | 2.6                  |
| Cuatro menores de edad son explotados por una mujer apodada "La Puerca", pero Manu verá sus intenciones y tratará de rescatarlos; Loera sospecha de Escamilla. - Estrellas invitadas especiales: Javier Moyano como Salva, Farah Justiniani como Violeta, Jorge Navarro como Soto, Claudia Bollat como Bertha, Gabriel Ronquillo como Edgar. |              |                             |                                                           |                      |
| 31 | 10           | «S.O.S.»                    | 19 de julio de 2019                                       | 2.7                  |
| Manu encuentra los mensajes ocultos que Bere le envía en las cartas y al descubrir la verdad confronta a Lety; Loera y Elena traicionan a Escamilla. - Estrellas invitadas especiales: Javier Moyano como Salva, Jorge Navarro como Soto, Paola Villalobos como Elena, Benjamín Martínez como El alcalde, Iñaki Godoy como El chinos, Paola Miguel como María José, León Michel como Orlando Villegas |              |                             |                                                           |                      |
| 32 | 11           | «La mentira»                | 22 de julio de 2019                                       | 2.7                  |
| Manu es operado para extraerle la bala y engaña a Lety con no recordar nada; Horacio sufrirá un atentado con terribles consecuencias. - Estrellas invitadas especiales: Iñaki Godoy como El chinos, Benjamín Martínez como El alcalde, León Michel como Orlando Villegas, Héctor Cruz Lara como Dr. Trejo, Gabriel Ronquillo como Edgar, Noé Alvarado como Javier Mata, Paola Villalobos como Elena, Javier Moyano como Salva. |              |                             |                                                           |                      |
| 3334 | 1213         | «Trata laboral»             | 23 de julio de 201924 de julio de 2019                    | 2.82.9               |
| Lupi, Viya y Wanchi son engañados y obligados a llenar botellas con alcohol adulterado; Manu y Doña Cata se unen para rescatar a Bere, pero Lety tiene otros planes. Con ayuda de Paco, Manu hará todo lo posible para rescatar a Lupi y a Bere; Lety recibe su castigo. - Estrellas invitadas especiales: Iñaki Godoy como El chinos, Héctor Cruz Lara como Dr. Trejo, Javier Moyano como Salva, Vanessa Medina como Lupi, Maurilio Ricaño como Wanchi, Ruth Rosas como Doña Chayo, Antonio Monroi como Bernal, Mirel García como Viya, David Ostrosky como Dr. Jaramillo, Paola Miguel como María José, Benjamín Martínez como El alcalde, Leticia Perdigón como Josefina. |              |                             |                                                           |                      |
| 3536 | 1415         | «La bestia de Centenar»     | 25 de julio de 201926 de julio de 2019                    | 2.93.2               |
| En la colonia Centenar, Juan David se dedica a descuartizar gente y Cristina caerá en sus garras; Manu y Loera se enfrentarán. Manu tratará de convencer a Loera de su inocencia y de atrapar a Juan David; Lety y Horacio se unen para acabar con Manu. - Estrellas invitadas especiales: Luis Fernando Peña como Juan David "La bestia de Centenar", Leticia Perdigón como Josefina, Eugenia Arreola como Cristina, Alejandra Jurado como Doña María, Benjamín Martínez como El alcalde, Noé Alvarado como Javier Mata, Paola Villalobos como Elena, Alicia Camps como Magda, Claudia Acosta como Yolanda, Gabriel Ronquillo como Edgar, Jorge Navarro como Soto, Juan Alejandro Ávila como Meneses. - Nota: Este episodio se preestrenó el 24 de julio de 2019 a través de la página oficial de Las Estrellas, además está basado en el reciente caso del Monstruo de Ecatepec.                                                                                    |              |                             |                                                           |                      |
| 37 | 16           | «Extorsión desde la cárcel» | 29 de julio de 2019                                       | 2.9                  |
| Miry y Roberto son extorsionados por el Gato desde la cárcel; Horacio descubre a un traidor en su equipo. - Estrellas invitadas especiales: Jorge Navarro como Soto, Juan Alejandro Ávila como Meneses, Chao como Alfredo Corona, Fabián Robles como El Gato, Ricardo Díaz como Culei, Anishai como Lupe, Guss Morales como Ricardo, Ignacio Guadalupe como Roberto. |              |                             |                                                           |                      |
| 383940 | 171819       | «Rehenes»                   | 30 de julio de 201931 de julio de 20191 de agosto de 2019 | 3.02.93.1            |
| Unos ladrones se llevan a Alicia a punta de pistola para poder escapar y Horacio secuestra a Loera para mandarla callar. Manu intenta rescatar a Loera, Lety le revela a Horacio quién es en realidad Gus y, por tratar de salvar a Alicia, el Chinos pone su vida en peligro. Manu ayuda a los ladrones de joyas para salvar a la gente del camión; Horacio descubre que Loera está viva y organiza un operativo para matarla. - Estrellas invitadas especiales: Iñaki Godoy como El Chinos, Juan Alejandro Ávila como Meneses, Jorge Navarro como Soto, Benjamín Martínez como El Alcalde, Yuliana Peniche como Ángela, Laura Vignatti como Alicia, Jorge Gallegos como Rául, Felicia Mercado como Lucía del Prado, José Carlos Farrera como Jonathan, Ramsés Alemán como Josué, Marcos Montero como Mario. - Nota: Las dos primeras partes de episodio se preestrenaron el 30 y 31 de julio de 2019 a las 10:00 h, a través de la página oficial de Las Estrellas. |              |                             |                                                           |                      |
| 41 | 20           | «El escape»                 | 2 de agosto de 2019                                       | 3.1                  |
| Escamilla será traicionado por la mafia del poder y la policía ya tiene pruebas para detenerlo. Manu y Loera se besan y Lety quiere matarlo. - Estrellas invitadas especiales: Jorge Navarro como Soto, Juan Alejandro Ávila como Meneses, Benjamín Martínez como El Alcalde, Noé Alvarado como Javier Mata, Iván Bronstein como Ignacio Abascal, Chao como Enmascarado 1, Gabriel Ronquillo como Edgar, Eduardo Liñan como El Procurador, Santiago Rodríguez como Joaquín. |              |                             |                                                           |                      |
| 42 | 21           | «La mafia del poder»        | 5 de agosto de 2019                                       | 2.9                  |
| La mafia del poder secuestra a Loera, a Bere y a Paco y borra las pruebas contra Escamilla. Manu investigará quién está detrás de todo mientras trata de rescatar a su familia. - Estrellas invitadas especiales: Jorge Navarro como Soto, Juan Alejandro Ávila como Meneses, Benjamín Martínez como El Alcalde, Noé Alvarado como Javier Mata, León Michel como Orlando Villegas, Gabriel Ronquillo como Edgar, Santiago Rodríguez como Joaquín. |              |                             |                                                           |                      |
| 43 | 22           | «Escorts»                   | 6 de agosto de 2019                                       | 3.1                  |
| La mafia del poder chantajea a Manu a cambio de su familia. Gaby llega a México para trabajar como modelo, pero es timada por Alfonso. Horacio es puesto en libertad. - Estrellas invitadas especiales: Benjamín Martínez como El Alcalde, León Michel como Orlando Villegas, Gabriel Ronquillo como Edgar, Gaby Mezone como Gaby, Chao como Enmascarado 1, Iván Bronstein como Ignacio Abascal, María José Magán como Bárbara, Eduardo Yáñez como el presidente Emiliano Lozada. |              |                             |                                                           |                      |
| 44 | 23           | «La regresión»              | 7 de agosto de 2019                                       | 3.0                  |
| El presidente le da 24 horas a Manu para enmendar lo que hizo. Loera se somete a una hipnosis para recordar lo que pasó y Gaby es ‘vendida’ a Escamilla. - Estrellas invitadas especiales: Jorge Navarro como Soto, Benjamín Martínez como El Alcalde, Ricardo Silva como el Dr. Otto, Gabriel Ronquillo como Edgar, Gaby Mezone como Gaby, Chao como Enmascarado 1, Iván Bronstein como Ignacio Abascal, María José Magán como Bárbara, Eduardo Yáñez como el presidente Emiliano Lozada. |              |                             |                                                           |                      |
| 45 | 24           | «Área 16»                   | 8 de agosto de 2019                                       | 3.1                  |
| Manu y Loera se infiltran en la residencia donde están todos secuestrados y Horacio conoce a su futura esposa. - Estrellas invitadas especiales: Jorge Navarro como Soto, Benjamín Martínez como El Alcalde, Gabriel Ronquillo como Edgar, Chao como Alfredo Corona, Iván Bronstein como Ignacio Abascal, Gaby Mezone como Gaby, Anna Ciocchetti como Brigadier Mora, Eduardo Yáñez como el presidente Emiliano Lozada. |              |                             |                                                           |                      |
| 46 | 25           | «No doblaré las manos»      | 9 de agosto de 2019                                       | 3.3                  |
| Manu, con ayuda del Área 16, tratará de rescatar a su familia de la mafia del poder. Loera encuentra un traidor dentro del gabinete del presidente y Horacio prepara una trampa. - Estrellas invitadas especiales: Jorge Navarro como Soto, Benjamín Martínez como El Alcalde, Gabriel Ronquillo como Edgar, Chao como Alfredo Corona, Iván Bronstein como Ignacio Abascal, Perla Corona como Michelle Machallado, Anna Ciocchetti como Brigadier Mora, Eduardo Yáñez como el presidente Emiliano Lozada. |              |                             |                                                           |                      |

## Nota
1. 1 2 3 4 5  Estos episodios se pre estrenaron el 1 de julio de 2019 a través de la página oficial y la cuenta en Youtube de Las Estrellas.[2][8]
2. 1 2 3 4 5  Estos episodios se pre estrenaron el 15 de julio de 2019 a través de la página oficial y la cuenta en Youtube de Las Estrellas.[14]
3. 1 2 3  Estos episodios se pre estrenaron el 22 de julio de 2019 a través de la página oficial y la cuenta en Youtube de Las Estrellas.[20]